# Ergotisme
Ergotisme of kriebelziekte is een ziekte die wordt veroorzaakt door het eten van met moederkoren besmet graan, met name rogge.
De gifstoffen in het moederkoren, alkaloïden zoals ergotamine, veroorzaken krampen en samentrekkingen van de bloedbaan. Vingers en tenen kunnen hierdoor geleidelijk afsterven (gangreen), waardoor de patiënt uiteindelijk sterk verminkt raakt. Ook veroorzaken de gifstoffen hallucinaties en uiteindelijk krankzinnigheid. Daarbij moet in aanmerking worden genomen dat LSD uit de gifstoffen van moederkoren wordt gesynthetiseerd en eraan verwant is.
Er wordt wel aangenomen dat de heksenvervolging mede te maken had met de hallucinaties waaraan sommige patiënten leden en waarvan men de oorzaak niet kende.
Aanvankelijk dacht men dat ergotisme een besmettelijke ziekte was, aangezien soms hele families eraan te gronde gingen. Uiteindelijk bemerkte men echter dat ergotisme vooral een armeluisziekte was: bij gegoede burgers kwam het nauwelijks voor. Het was de Franse arts en botanicus Denis Dodart (1634-1707) die door dit feit op het spoor gebracht werd: de arme mensen aten vooral roggebrood, en dan vaak nog brood dat gebakken was van rogge van inferieure kwaliteit, terwijl de rijkeren het duurdere tarwebrood aten. Dit gegeven werd uitgewerkt in Dodart's geschrift Médecine des pauvres (1692). Door de rogge nauwgezet aan controle te onderwerpen kon ergotisme worden uitgebannen.
Niettemin waren er ook later nog uitbraken van ergotisme, en wel in tijden van voedselschaarste, waarin men noodgedwongen zijn toevlucht tot inferieure voedingsmiddelen nam, of door misdaad, wanneer men uit winstbejag willens en wetens besmet graan of meel leverde. Dit laatste speelde een rol bij de uitbraak van ergotisme in 1951 te Pont-Saint-Esprit, waarbij 7 doden vielen, 50 mensen in een psychiatrische inrichting moesten worden opgenomen, en 250 mensen leden aan symptomen van meer of minder ernstige aard.

## Wetenswaardigheden
- Het ergotisme wordt ook wel Sint-Antoniusvuur genoemd, omdat de heilige Antonius Abt werd ingeroepen ter bescherming tegen deze ziekte; hij werd daarom ook wel afgebeeld met vuur aan zijn voeten.
- De heilige Antonius van Padua is aan de ziekte gestorven.
- Er wordt verondersteld dat de mismaakte mensen die onder meer door Jeroen Bosch werden afgebeeld, slachtoffers van ergotisme waren.